# Schwangerschaftsassoziierte Thrombozytopenie
Die Schwangerschaftsassoziierte Thrombozytopenie (auch Gestations-Thrombozytopenie) ist eine Veränderung des Blutbildes bei Schwangeren mit Verminderung der Konzentration der Blutplättchen (Thrombozyten) unter 150.000/µl, einer Thrombozytopenie.

## Thrombozytopenie bei komplikationsloser Schwangerschaft
Zum Zeitpunkt der Geburt liegt der Thrombozyten-Wert bei 5 bis 10 % der Schwangeren unter 150.000/µl, liegt also eine Thrombozytopenie vor. Bei komplikationsloser Schwangerschaft ist dies jedoch in der Regel ohne klinische Bedeutung.
In einer großen US-amerikanischen Kohortenstudie mit mehr als 15.000 Schwangeren begann der Wert in der Regel bereits im ersten Trimenon zu sinken, um zum Zeitpunkt der Geburt den niedrigsten Wert zu erreichen, der bei 9,9 % der Frauen unter 150.000/µl lag. Nach mittleren 7,1 Wochen hatte sich der Wert wieder auf das ursprüngliche Niveau erholt. Im Mittel fiel die Konzentration um 17 % und erreichte nur bei 1 % der Schwangeren Werte unter 100.000/µl und nur bei 0,1 % unter 80.000/µl, jedoch niemals unter 50.000/µl. Bei Zwillingsgeburten war der Wert durchgehend niedriger.
Die Thrombozytenwerte waren im Mittel und in der Verteilung über alle drei Trimester zunehmend niedriger, es blieb aber bei einer Normalverteilung, mit einer zunehmenden Linksverschiebung der Kurve im Schwangerschaftsverlauf. Während in einer nichtschwangeren Vergleichpopoulation der Mittelwert der Thrombozyten-Konzentration bei 273.000/µl lag, betrug er (bei komplikationslosen Schwangerschaften) im Mittel im ersten Trimester 251.000/µl, im zweiten Trimester 230.000/µl und im dritten Trimester 225.000/µl sowie zur Geburt im Mittel 217.000/µl
Die Gestations-Thrombozytopenie verursacht allein keine Symptome. Sie ist nicht mit Blutbildveränderungen des Kindes verbunden und verschwindet nach der Geburt wieder. Lediglich bei einer Thrombozytenzahl von unter 50.000/µl wird von einem Kaiserschnitt abgeraten. Und wenn der Wert unter 100.000/µl sinkt, sollte nach einer anderen Ursache gesucht werden, da dies bei komplikationslosen Schwangerschaften sehr selten ist. Jedoch führen die meisten schwangerschafts-assoziierten Komplikationen, besonders das HELLP-Syndrom und die Eklampsie, zu deutlichen Symptomen und Beschwerden und fallen dadurch bereits vorher auf.

## Thrombozytopenie bei Komplikationen in der Schwangerschaft oder Vorerkrankungen
Traten in der Schwangerschaft Komplikationen auf, lag der Wert häufiger niedriger und es bestand bei 11,9 % der Schwangerschaften mit Komplikationen eine Thrombozytopenie zum Zeitpunkt der Geburt. Bei 2,3 % der Frauen lag der Wert unter 100.000/µl und bei 1,2 % unter 80.000/µl. Bei Vorliegen eines HELLP-Syndroms fand sich in 28 % eine Thrombozytopenie unter 80.000/µl.
Ebenso lag signifikant häufiger eine Thrombozytopenie bei Frauen vor, die eine vorbestehende Thrombozytopenie-assoziierte Erkrankung hatten. Frauen mit Idiopathischer thrombozytopenischer Purpura hatten in 54 % Werte unter 80.000/µl, bei Systemischem Lupus erythematodes war dies bei 6,0 % der Fall, bei HIV-Infektion in 2,5 % und bei Hepatitis in 1,4 %.
Die Häufigkeit einer schwangerschaftsbedingten Autoimmunthrombozytopenie liegt bei etwa 1 : 1.000.000 Schwangerschaften.
Ein weiteres Auftreten der Thrombozytopenie, mit wiederholten Aborten, zeigt sich bei dem Antiphospholipidsyndrom. Hier richten sich Antikörper gegen körpereigene Phospholipide insbesondere gegen Cardiolipide in den Mitochondrien.

## Ursache
Aufgrund der zunehmenden Linksverschiebung der Normalverteilung der Thrombozyten-Konzentration im Schwangerschaftsverlauf wird ein Verdünnungseffekt vermutet, bedingt durch ein zunehmend erhöhtes Plasmavolumen in der Schwangerschaft. Normalerweise findet sich ein Drittel aller Thrombozyten temporär in den Sinusoiden der Milz. Da diese in der Schwangerschaft um die Hälfte größer wird (Splenomegalie), kann sie auch mehr Thrombozyten speichern. Ebenfalls dient die Plazenta der zwischenzeitlichen Speicherung und reduziert den freien Thrombozyten-Pool, bei Mehrlingsschwangerschaften ist die Plazenta größer.